# Manti (Utah)
Manti – miasto w Stanach Zjednoczonych, w stanie Utah, siedziba administracyjna hrabstwa Sanpete.